# Amolops ricketti
Amolops ricketti és una espècie de granota que habita a la Xina i el Vietnam i que està amenaçada d'extinció per la destrucció de l'hàbitat.